# 喬爾托沃湖 (伊爾庫茨克州)

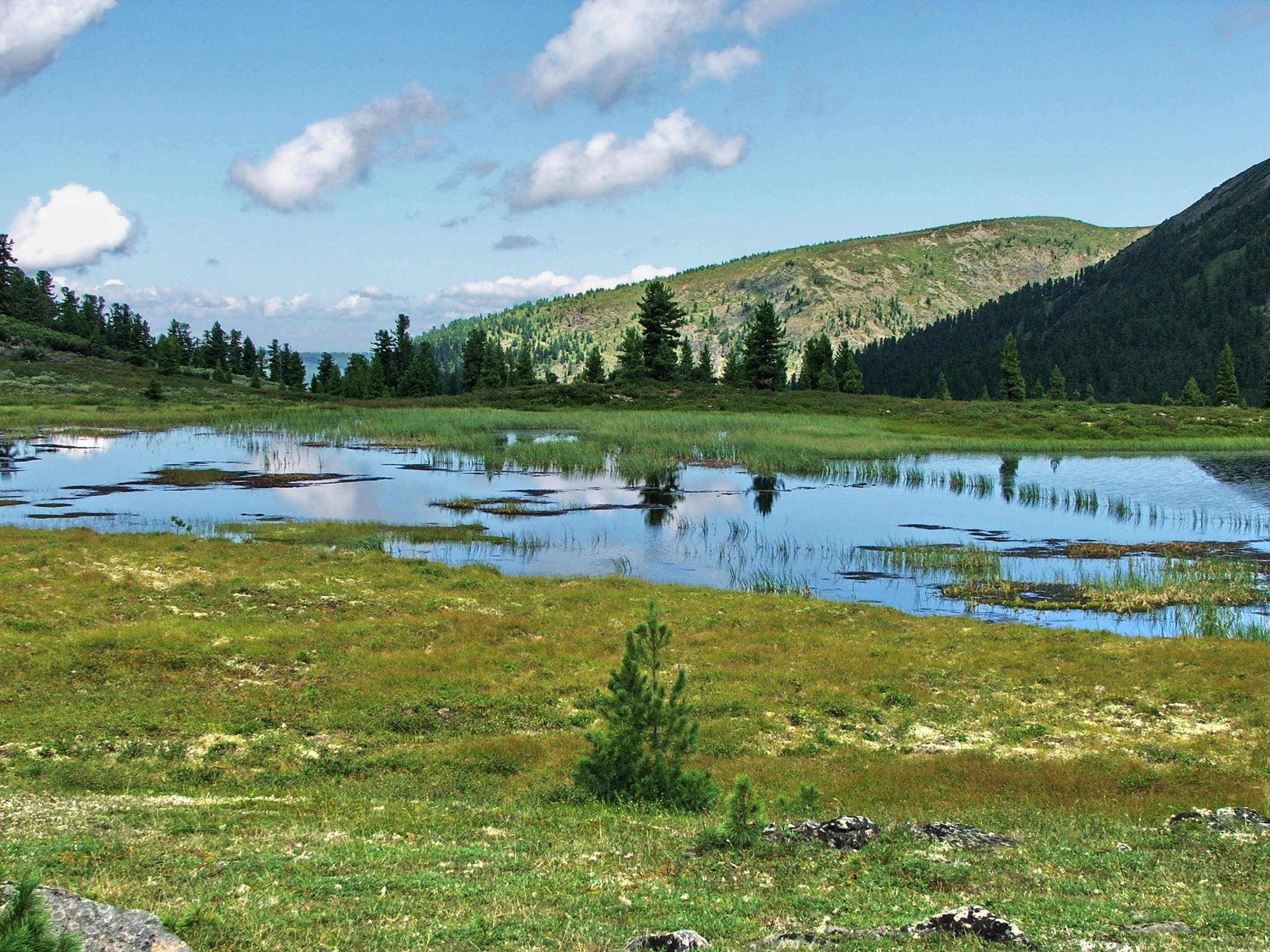

51°29′24″N 103°35′41″E / 51.4899°N 103.5948°E
喬爾托沃湖（俄语：Чёртово озеро），是俄羅斯的湖泊，位於該國中南部，由伊爾庫茨克州負責管轄，長0.12公里、寬0.05公里，面積0.005平方公里，平均水深1.5米，最大水深2米。